# Gutsbesitzer aus alter Zeit
Gutsbesitzer aus alter Zeit (russisch Старосветские помещики, Staroswetskije pomeschtschiki) ist eine Erzählung des russischen Schriftstellers Nikolai Wassiljewitsch Gogol. Sie erschien im Jahr 1835 als Teil des Sammelbandes Mirgorod.

## Inhalt
Afanasij Iwanowitsch Towstogub und Pulcherija Iwanowna sind ein altes Ehepaar aus dem „vergangenen Jahrhundert“, sie sind einander sehr zugetan und kümmern sich umeinander. Sie sind kinderlos, leben alleine in einem weit entfernten Dorf, die in Kleinrussland „Dörfer aus alter Zeit“ bezeichnet werden. Sie sind gastfreundlich; abgesehen von den gelegentlichen Besuchern, die in das Haus kommen, verläuft ihr Leben friedlich und ungestört. Sie sorgen für ihr Gesinde, füllen alle Vorräte des Hauses immer wieder auf, merken aber nicht, dass sie von ihrem Gutsverwalter und den Lakaien bestohlen werden.
Da sie keine Kinder haben, dreht sich ihre ganze Zuneigung und Zärtlichkeit um den anderen. Sie lesen einander jeden Wunsch von den Augen ab. Die Alten lieben das gute Essen, das sie gerne mit ihren Gästen teilen. Tag um Tag vergeht in einer ungewöhnlich stillen und ruhigen Harmonie zweier liebender Herzen.
Eines Tages aber verschwindet die Lieblingskatze der Frau im Wald. Nach drei Tagen unermüdlichen Suchens findet Pulcherija Iwanowna die Katze im Gemüsegarten wieder. Sie füttert die verwilderte und abgemagerte Katze, die sich nicht mehr streicheln lässt, aus dem Fenster springt und für immer verschwindet. Seit diesem Tage wird die Alte nachdenklich und hat Todesgedanken. Das Einzige, worum sie sich sorgt, ist ihr Mann, um den sich nach ihrem Tod niemand mehr kümmern würde. Sie bittet ihre Haushälterin, für ihren Mann zu sorgen, und droht ihr mit der Strafe Gottes, wenn sie nicht auf ihre Herrin höre. Ihr Mann versucht vergeblich, sie von diesen schwarzen Gedanken abzulenken.
Als Pulcherija Iwanowna stirbt, steht es schlecht um ihren Mann. Nach der Beerdigung kehrt er in das leere Haus zurück und bricht in Tränen aus.
Fünf Jahre sind vergangen, das Haus verfällt, die Diener ergeben sich der Trunksucht, Afanasij Iwanowitsch wird immer schwächer, er verwahrlost. Seine Trauer hat im Lauf der Zeit nicht abgenommen, alles in seiner Umgebung erinnert ihn an die Verstorbene.
Als er eines Tages durch den Garten geht, hört er sich plötzlich beim Namen gerufen, und er glaubt, dass seine verstorbene Frau ihn zu sich ruft. Seinen letzten Willen äußert er kurz vor seinem Ende, er wolle neben seiner Frau bestattet werden. Sein Haus verfällt, der Hausrat wird unter den Leuten des Dorfs aufgeteilt. Sein Besitz fällt an einen  entfernten Verwandten, der ihn sich selbst überlässt.

## Rezeption
Ein Theaterstück nach der Erzählung Gogols wurde für die Neue Bühne des Moskauer Künstlertheaters  A. P. Tschechow erarbeitet und von dem  litauischen  Regisseur Pjotr Fomenko Mindaugas Karbauskis inszeniert.

## Textausgabe
- Ein Gutsbesitzer aus alter Zeit In: Nikolaj Gogol: Erzählungen. Übers. und hrsg. von Eberhard Reissner. Reclam, Stuttgart. ISBN 978-3-15-020248-7